# Calliphora

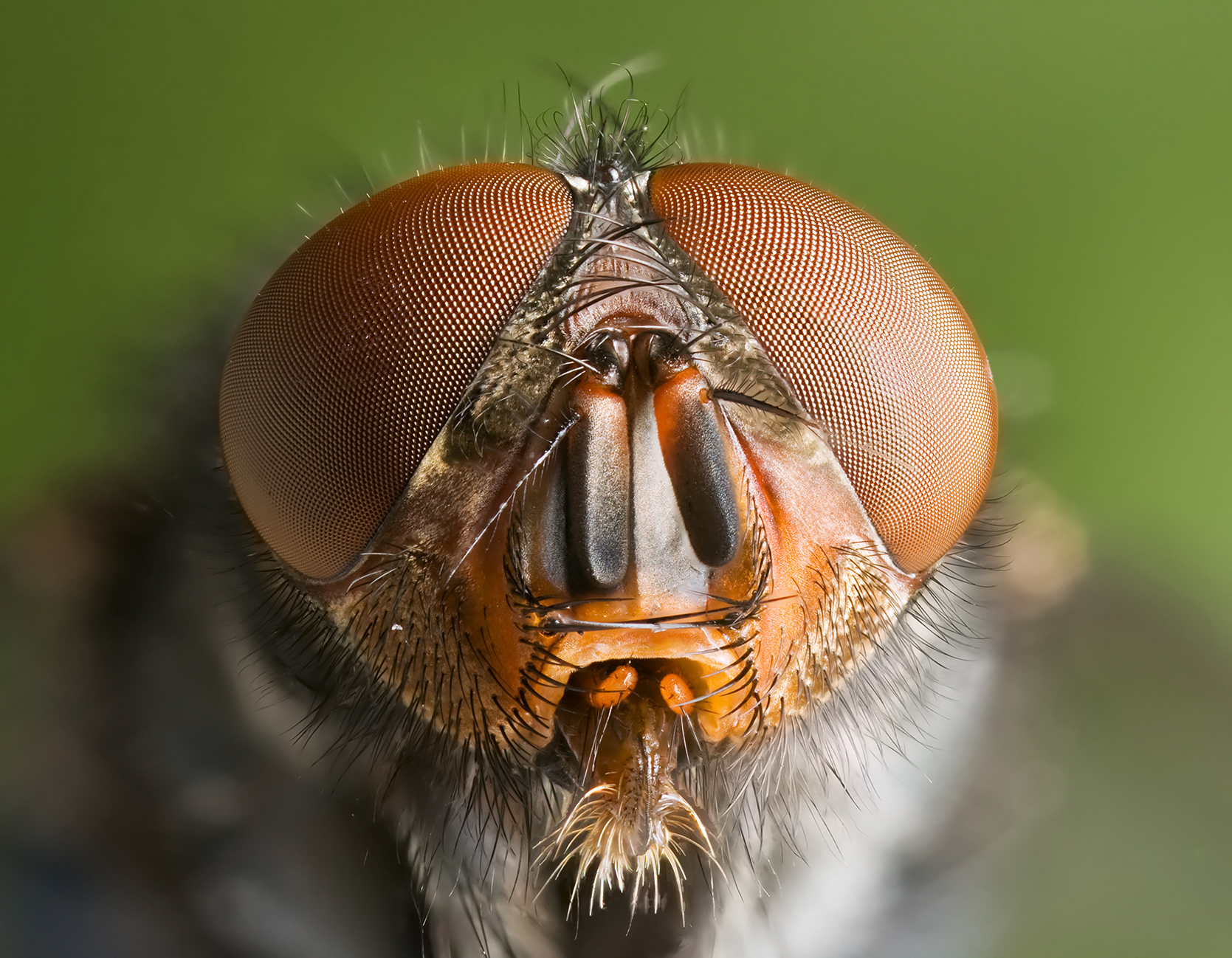
Portrait của Calliphora vomitoria

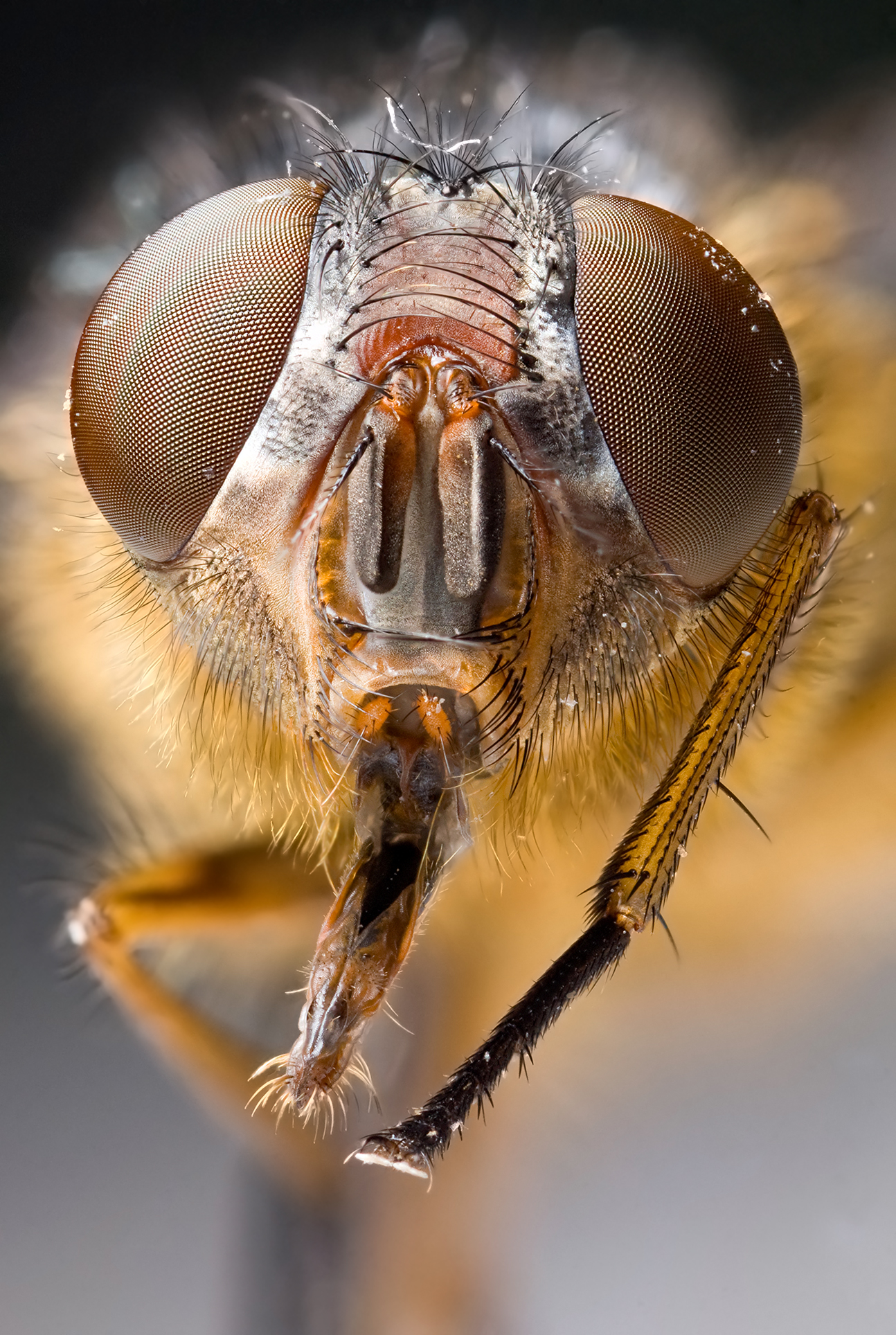
Portrait của Calliphora hilli

Calliphora là chi đặc trưng của họ Calliphoridae.

## Các loài trong chiCalliphora
| - C. accepta Malloch, 1927 - C. algira Macquart, 1843 - C. alpina (Zetterstedt), 1845 - C. antennatis Hutton, 1881 - C. antipodes Hutton, 1902 - C. antojuanae Mariluis, 1982 - C. aruspex Bezzi, 1927 - C. assimilis Malloch, 1927 - C. atripalpis Malloch, 1935 - C. augur newcaledoniensis Kurahashi - C. augur (Fabricius), 1775 - C. auriventris Malloch, 1927 - C. australica Malloch, 1927 - C. axata Séguy, 1946 - C. bezzi Zumpt, 1956 - C. bryani Kurahashi, 1972 - C. calcedoniae Mariluis, 1979 - C. canimicans Hardy, 1930 - C. centralis Malloch, 1927 - C. chinghaiensis Van & Ma, 1978 - C. clarki Malloch, 1927 - C. clausa Macquart 1848 - C. clementei Iches, 1906 - C. coloradensis Hough, 1899 - C. croceipalpis Jaennicke, 1867 (Đồng nghĩa: C. antarctica Schiner, 1868, C. capensis Brauer & Bergenstamm, 1891, C. parascara Speiser, 1910) - C. dasyophthalma Villeneuve, 1927 - C. deflexa Hardy, 1932 - C. dichromata (Bigot) - C. dispar Macquart, 1846 - C. echinosa Grunin, 1970 - C. elliptica Macquart, 1847 - C. erectiseta Fan, 1957 - C. espiritusanta Kurahashi, 1971 - C. eudypti Hutton, 1902 - C. fulviceps papuensis Kurahashi - C. fulviceps Lamb, 1909 - C. fulvicoxa Hardy, 1930 - C. fuscofemorata Malloch, 1927 - C. flavicauda Malloch, 1925 - C. floccosa Wulp, 1884 - C. forresti Norris, 1994 - C. franzi Zumpt, 1956 - C. fuscipennis Jaennicke, 1867 - C. genarum Zetterstedt, 1838 - C. gilesi Norris, 1994 - C. grahami Aldrich, 1930 - C. gressitti Kurahashi, 1971 - C. grisescens Villeneuve, 1933 - C. grunini Schumann, 1992 - C. hasanuddini Kurahashi & Selomo, 1997 - C. hilli fallax Hardy - C. hilli milleri Hardy - C. hilli Patton, 1925 (Đồng nghĩa: C fallax Hardy, 1930, C kermadecensis Kurahashi, 1971, C milleri Hardy, 1937, C tahitiensis Kurahashi, 1971) - C. icela (Walker) - C. insignis Curran, 1938 - C. io Zumpt, 1956 - C. irazuana Townsend, 1908 | - C. javanica de Meijere, 1914 - C. kanoi Kurahashi, 1986 - C. kermadeca Kurahashi, 1971 - C. lata Coquillett, 1898 - C. latifrons Hough, 1899 - C. leucosticta Bezzi, 1927 - C. livida Hall, 1948 - C. loewi Enderlein, 1903 (Đồng nghĩa: Onesia germanorum Villeneuve, 1907) - C. lopesi Mello, 1962 - C. lordhowensis Kurahashi, 1987 (Đồng nghĩa: C. pseudovomitoria Kurahashi, 1971) - C. macleayi Malloch, 1927 (Đồng nghĩa: C. falciformis Hardy, 1932) - C. maestrica Peris, Gonzalez-Mora & Fernandez, 1998 - C. majuscula Villeneuve, 1915 - C. malayana Malloch, 1927 - C. maritima Norris, 1994 - C. maryfullerae Hardy - C. melinda Curran, 1929 - C. metallica Malloch, 1927 - C. minor Malloch, 1927 - C. mogii Kurahashi & Selomo, 1998 - C. morticia Shannon, 1923 - C. mumfordi Malloch, 1932 - C. neohortona Miller, 1939 - C. neozelandica Murray, 1954 - C. nigribarbis Vollenhoven, 1863 - C. nociva Hardy - Lesser brown blowfly (miền tây) - C. norfolka Kurahashi, 1971 - C. nothocalliphoralis Miller, 1939 - C. noumea Curran, 1929 - C. ochracea Schiner, 1868 - C. onesiodes Kurahashi, 1971 - C. papua Guerin-Vollenhoven, 1831 - C. papuensis Kurahashi, 1971 - C. pattoni Aubertin, 1931 - C. perida Hardy, 1937 - C. phacoptera Wulp, 1882 - C. plebeia Malloch, 1927 - C. popoffana Townsend, 1908 - C. porphyrina Kurahashi, 1971 - C. praepes Giglio-Tos, 1893 - C. prosternalis Malloch, 1934 - C. psudovomitoria Kurahashi, 1971 - C. pubescens Macquart, 1851 - C. quadrimaculata (Swederus) - C. robusta Malloch, 1927 - C. rohdendorfi Grunin, 1970 - C. rostrata Robineau-Desvoidy, 1830 - C. rufipes Kurahashi - C. salviaga Bezzi - C. simulata Malloch, 1932 - C. sternalis Malloch - C. stygia laemica (White) - C. stygia rufipes Macquart - C. stygia (Fabricius) - Common brown blowfly - C. subalpina (Ringdahl), 1931 - C. tasmaniae Kurahashi - C. terranovae Macquart, 1851 - C. toxopeusi Theowald, 1957 - C. uralensis Villeneuve, 1922 (Đồng nghĩa: C. pseudoerythrocephala Kramer, 1928, C. turanica Rohdendorf, 1926) - C. varifrons Malloch, 1932 - C. vicina Robineau-Desvoidy, 1830 (Đồng nghĩa: C. insidiosa Robineau-Desvoidy, 1863, C. monspeliaca Robineau-Desvoidy, 1830, C. musca Robineau-Desvoidy, 1830, C. nana Robineau-Desvoidy, 1830, C. rufifacies Macquart, 1851, C. spitzbergensis Robineau-Desvoidy, 1830, Musca aucta Walker, 1852, Musca erythrocephala Meigen, 1826, Musca thuscia Walker, 1849) - C. viridescens Robineau-Desvoidy, 1830 - C. viridiventris (Malloch) - C. vomitoria (Linnaeus, 1758) - C. vomitoria antarctica Schiner, - C. xanthura Bigot - C. yezoana Matsumara |

## Hình ảnh

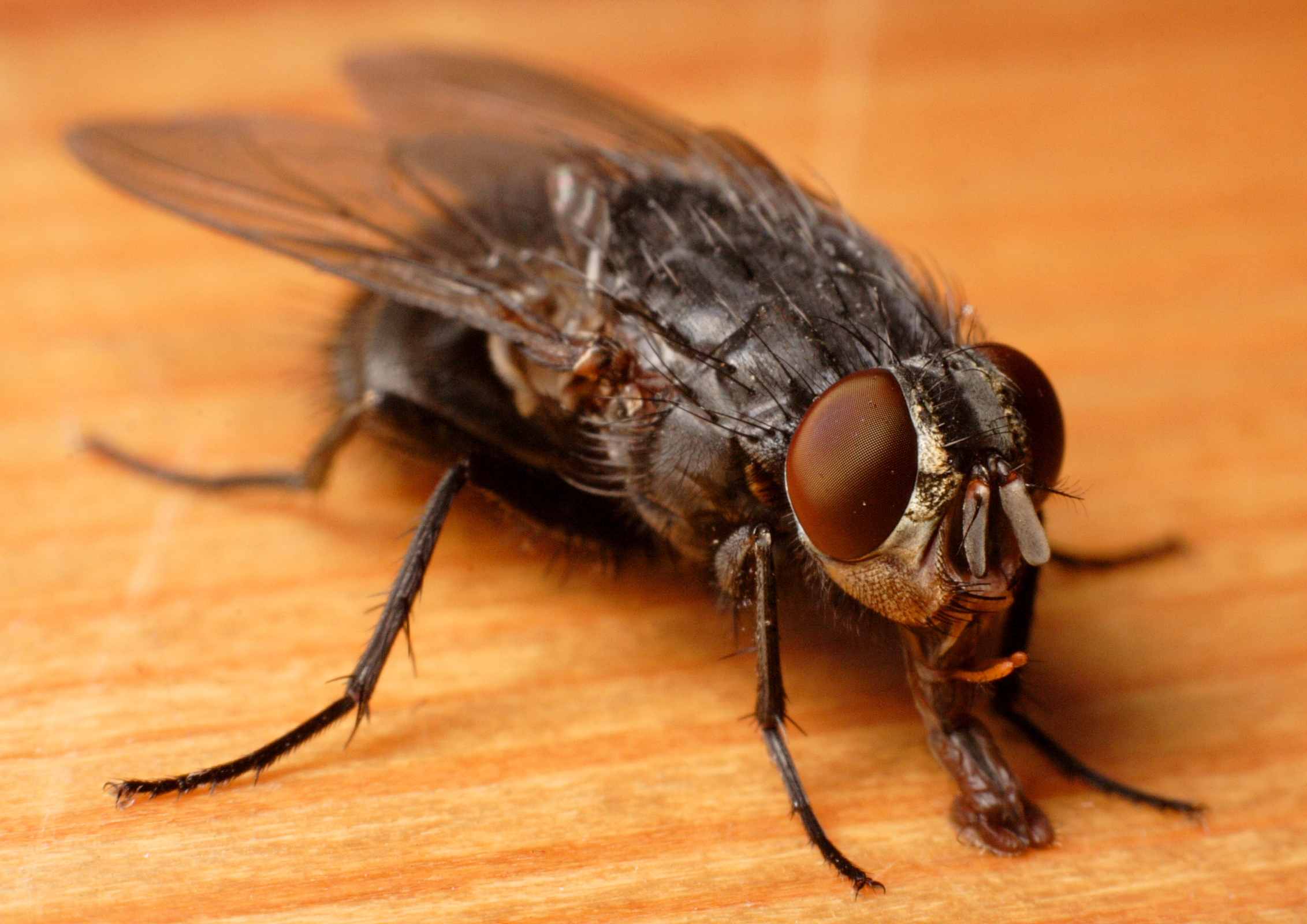
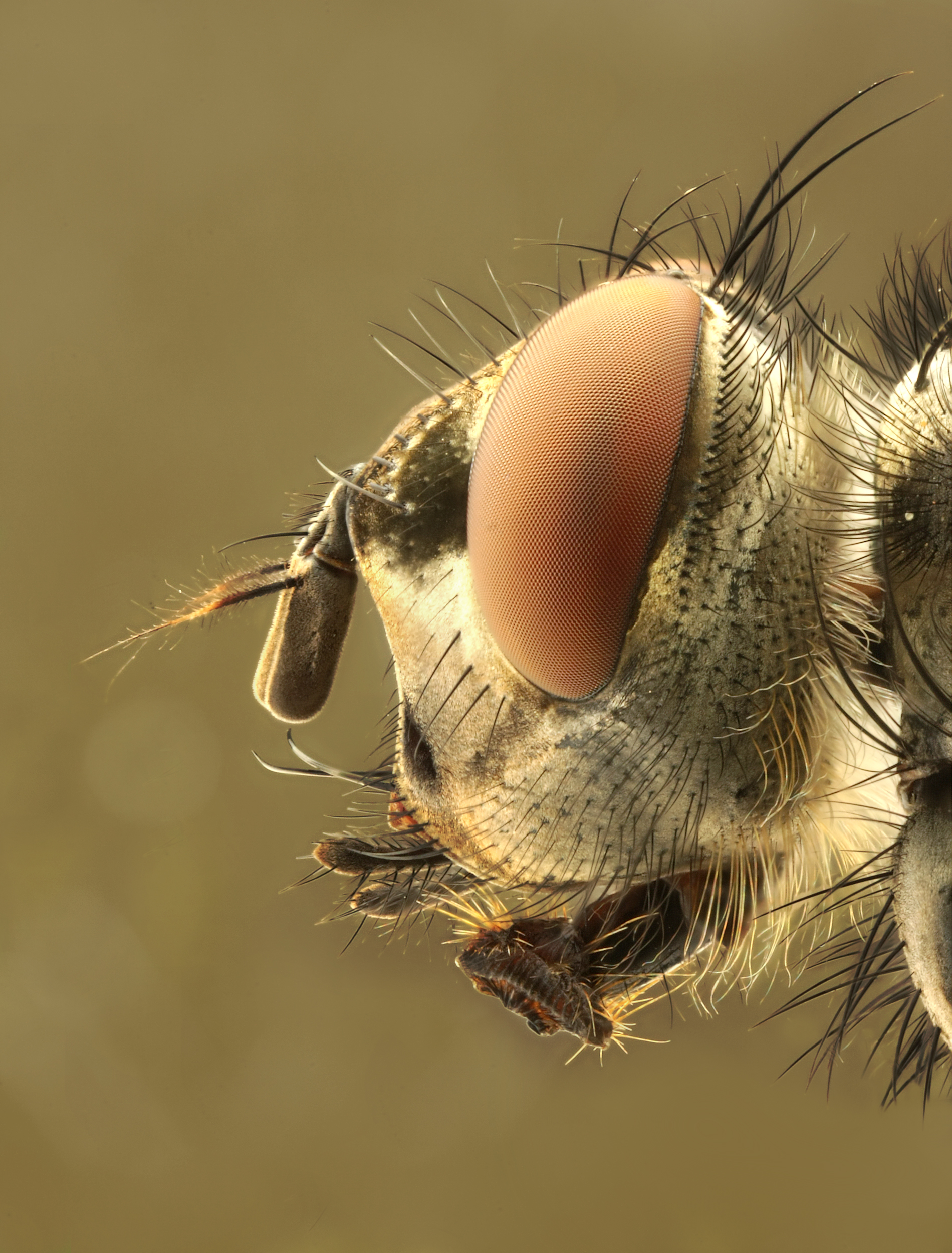
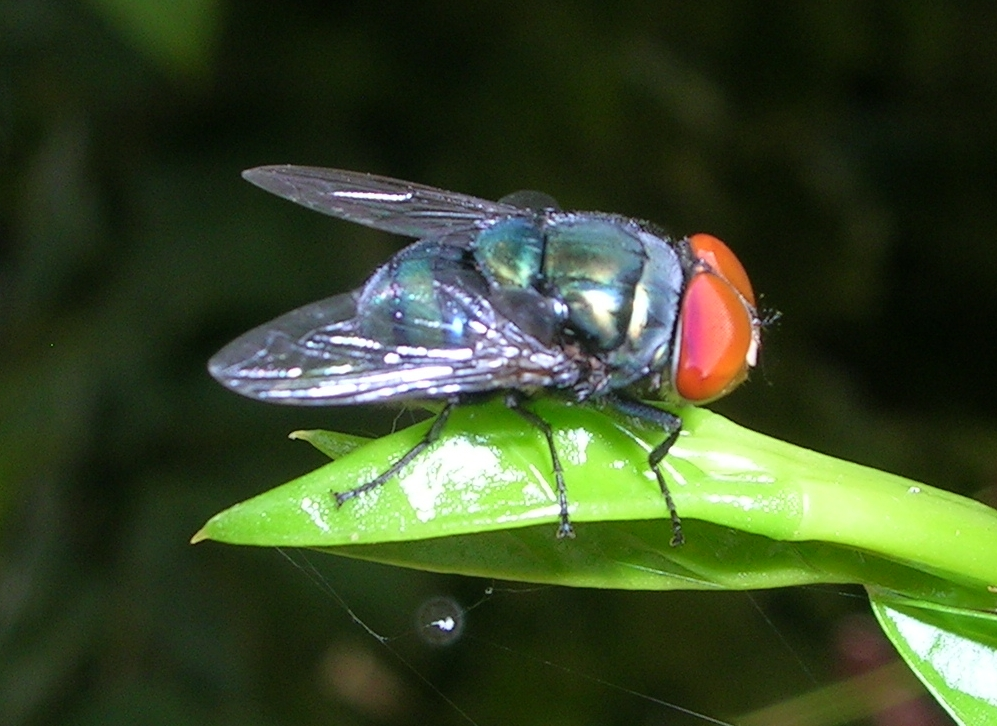
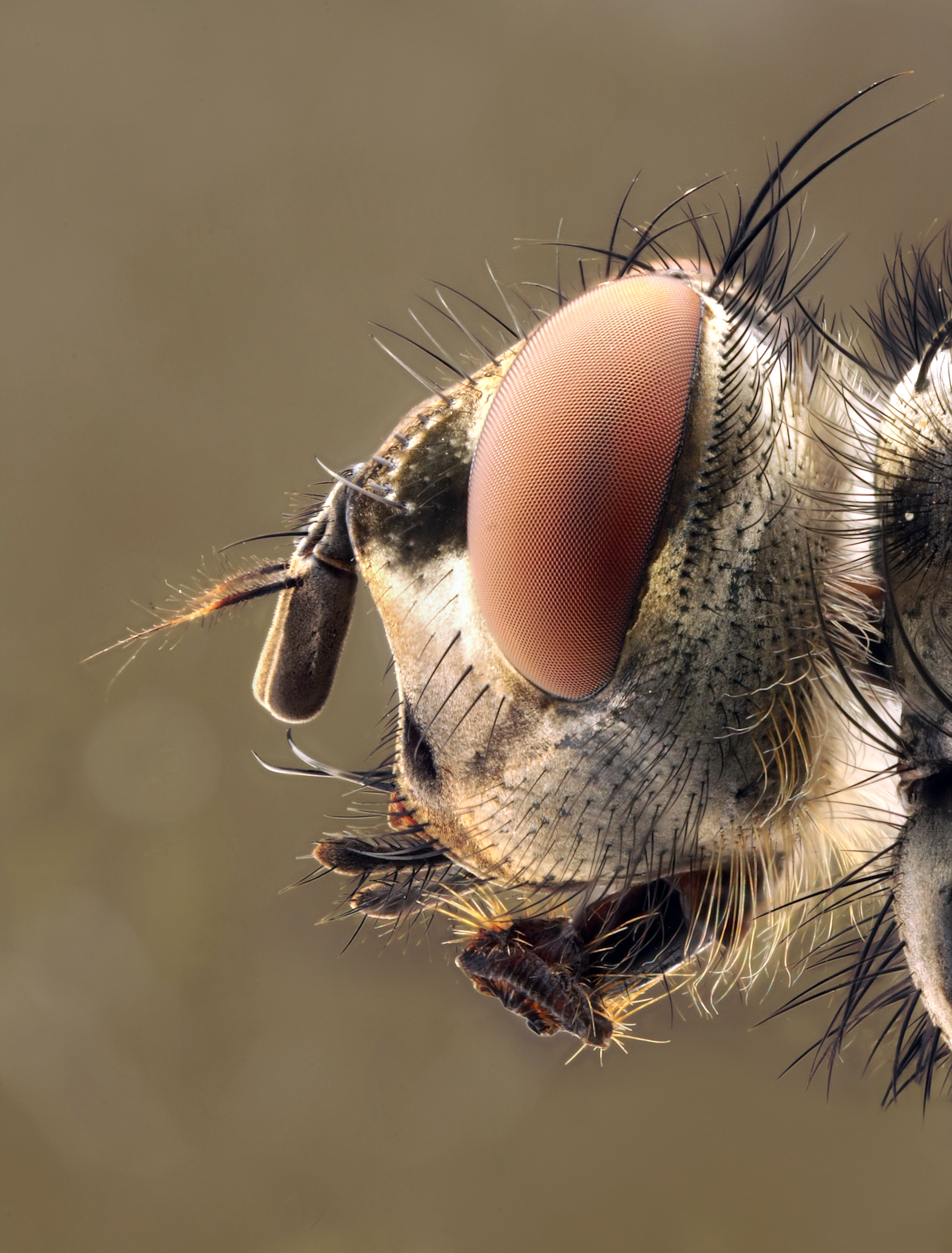